# Dagmawit Moges
Dagmawit Moges Bekele (amárico:  ዳግማዊት ሞገስ በቀለ; nascida em 10 de dezembro de 1983) é uma política etíope que actua como Ministra dos Transportes da República Federal Democrática da Etiópia desde outubro de 2018. Ela também actuou como Vice-Prefeita e Chefe do Bureau de Assuntos de Comunicação da Administração da Cidade de Addis Abeba. Dagmawit foi anteriormente vice-prefeita de Addis Abeba.